# فترة أخرى
فترة أخرى (بالإنجليزية: Another Period) مسلسل كوميدي أمريكي من إعداد ناتاشا ليجيرو و ريكي ليندهوم، يتابع حياة عائلة بيلاكورتس في مدينة نيوبورت، رود آيلاند بمطلع القرن العشرين. اختير المسلسل ليعرض على كوميدي سنترال واشترت القناة  10 حلقات، بدأ عرض الموسم الأول في 23 يونيو، 2015. أخرجه جيريمي كونير وتم إنتاجه من قبل شركة ريد آور التابعة للممثل بين ستيلر. جدد المسلسل لموسم ثاني سيبدأ عرضه في 15 يونيو، 2016. 

## طاقم التمثيل

### عائلة بيلاكورتس
- ليليان آبيغايل هتلر شيرميرهورن-فش (ني بيلاكورتس)، ناتاشا ليجيرو.
- بياتريس تيفاني آمبر ثيسن داونسي، ريكي ليندهوم.
- هورتنس جيفيرسون ليبراري بيلاكورتس، لورين آش.
- لورد فريدريك بيلاكورتس، جيسن ريتر.
- العميد البحري بيلاكورتس، ديفيد كويشنير.
- دودو بيلاكورتس، باجيت بروستر.
- فيكتور شيرميرهورن-فش ذا في، براين هاسكي.
- آلبيرت داونسي الابن، ديفيد واين.

## الحلقات
| تسلسل | عنوان الحلقة                | إخراج        | كتابة                                     | تاريخ العرض    | عدد المشاهدين (بالمليون) |
| ----- | --------------------------- | ------------ | ----------------------------------------- | -------------- | ------------------------ |
| 1     | "الحلقة الاولى (التجريبية)" | جيريمي كونير | ناتاشا ليجيرو وريكي ليندهوم               | 23 يونيو، 2015 | 0.61                     |
| 2     | "طلاق"                      | جيريمي كونير | ناتاشا ليجيرو وريكي ليندهوم               | 30 يونيو، 2015 | 0.70                     |
| 3     | "جنازة"                     | جيريمي كونير | ناتاشا ليجيرو وريكي ليندهوم               | 7 يوليو، 2015  | غ / م                    |
| 4     | "مسابقة جمال"               | جيريمي كونير | ناتاشا ليجيرو وريكي ليندهوم               | 14 يوليو، 2015 | 0.29                     |
| 5     | "مجلس الشيوخ"               | جيريمي كونير | ناتاشا ليجيرو، ريكي ليندهوم وغاي برانوم   | 21 يوليو، 2015 | غ / م                    |
| 6     | "عيد ميلاد ليليان"          | جيريمي كونير | ناتاشا ليجيرو، ريكي ليندهوم وجيريمي كونير | 28 يوليو، 2015 | غ / م                    |
| 7     | "يوم سويتشيرو"              | جيريمي كونير | ناتاشا ليجيرو، ريكي ليندهوم وموشى كاشير   | 4 أغسطس، 2015  | غ / م                    |
| 8     | "حفلة عشاء الكلاب"          | جيريمي كونير | ناتاشا ليجيرو، ريكي ليندهوم ولورا كرافت   | 11 أغسطس، 2015 | غ / م                    |
| 9     | "شاطئ الرفض"                | جيريمي كونير | موشى كاشير                                | 18 أغسطس، 2015 | غ / م                    |
| 10    | "الخنازير الحديثة"          | جيريمي كونير | ناتاشا ليجيرو وريكي ليندهوم               | 25 أغسطس، 2015 | غ / م                    |

## انظر ايضاً
- ناتاشا ليجيرو
- ريكي ليندهوم

## وصلات خارجية
- الموقع الرسمي
- فترة أخرى على موقع IMDb (الإنجليزية)
- فترة أخرى على موقع ميتاكريتيك (الإنجليزية)
- فترة أخرى على موقع روتن توميتوز (الإنجليزية)
- فترة أخرى على موقع كينوبويسك (الروسية)
- فترة أخرى على موقع قاعدة بيانات الفيلم (الإنجليزية)